# Póthia
Póthia (en grec moderne : Πόθια) est la principale ville de l'île de Kálymnos dans le Dodécanèse en Grèce. La ville est aussi appelée Kálymnos (grec moderne : Κάλυμνος).

## Géographie
Póthia est le port principal de Kálymnos d'où arrivent les bateaux en provenance d'Athènes et surtout de Kos, l'île voisine. La population de la ville est de 10 149 habitants.

## Histoire
Sur un promontoire qui domine la ville se trouve le château de Chrysoheria qui date du XIVe siècle et a été construit par les Hospitaliers de l'ordre de Saint-Jean de Jérusalem de Rhodes.

## Culture et patrimoine
La principale église de Pothia est la cathédrale de la Transfiguration du Christ sise sur le front de mer. Durant la période d'occupation italienne du Dodécanèse de 1912 à 1943, de nombreuses maisons de type vénitiennes ont été construits dans la ville
Pothia héberge deux musées : le premier, le Musée nautique, est un petit musée consacré à la vie maritime de l'île et en particulier à l'histoire et techniques des pêcheurs d'éponges; le second, le Musée de Kalymnos est dans l'ancienne demeure de Katerina et Nikolaos Vouvalis, importants négociants d'éponges de l'île.

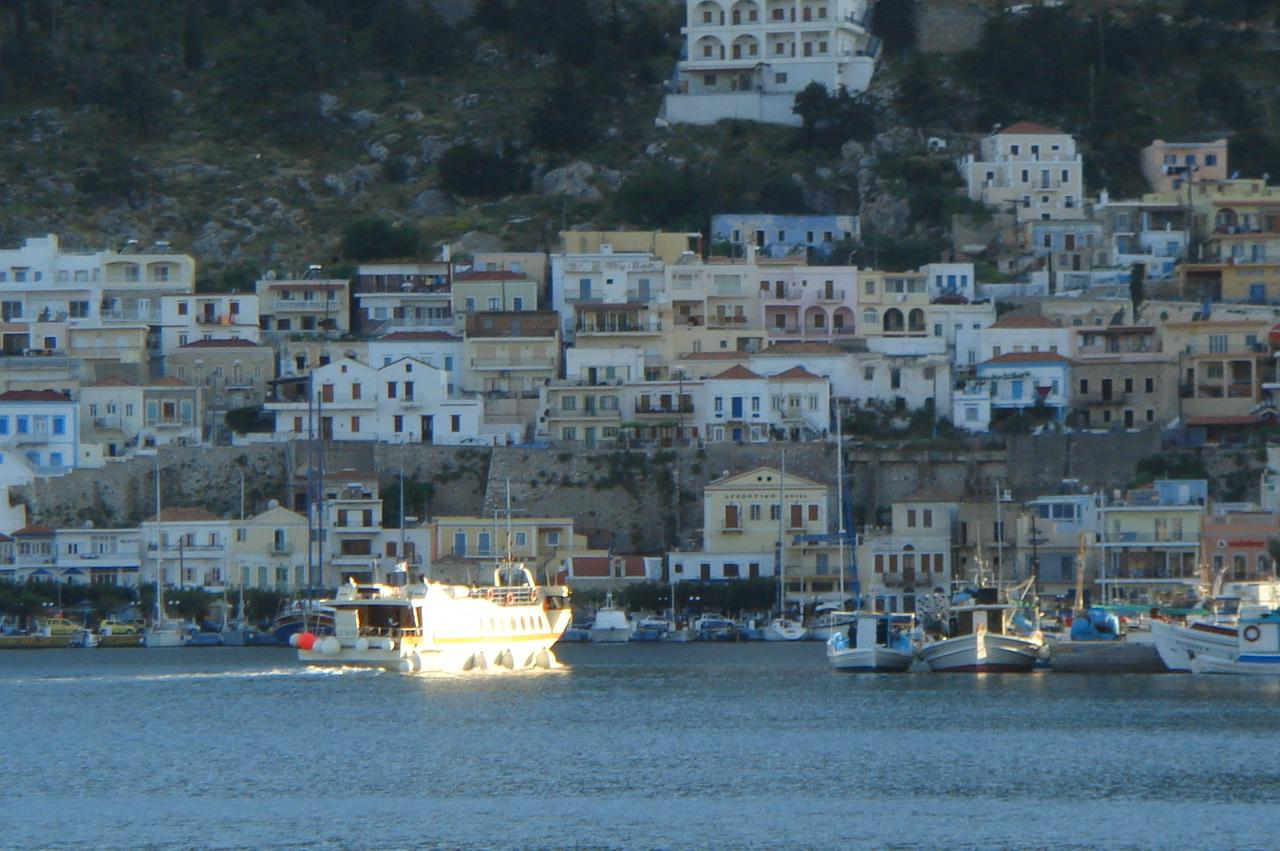
Vue du port de Pothia
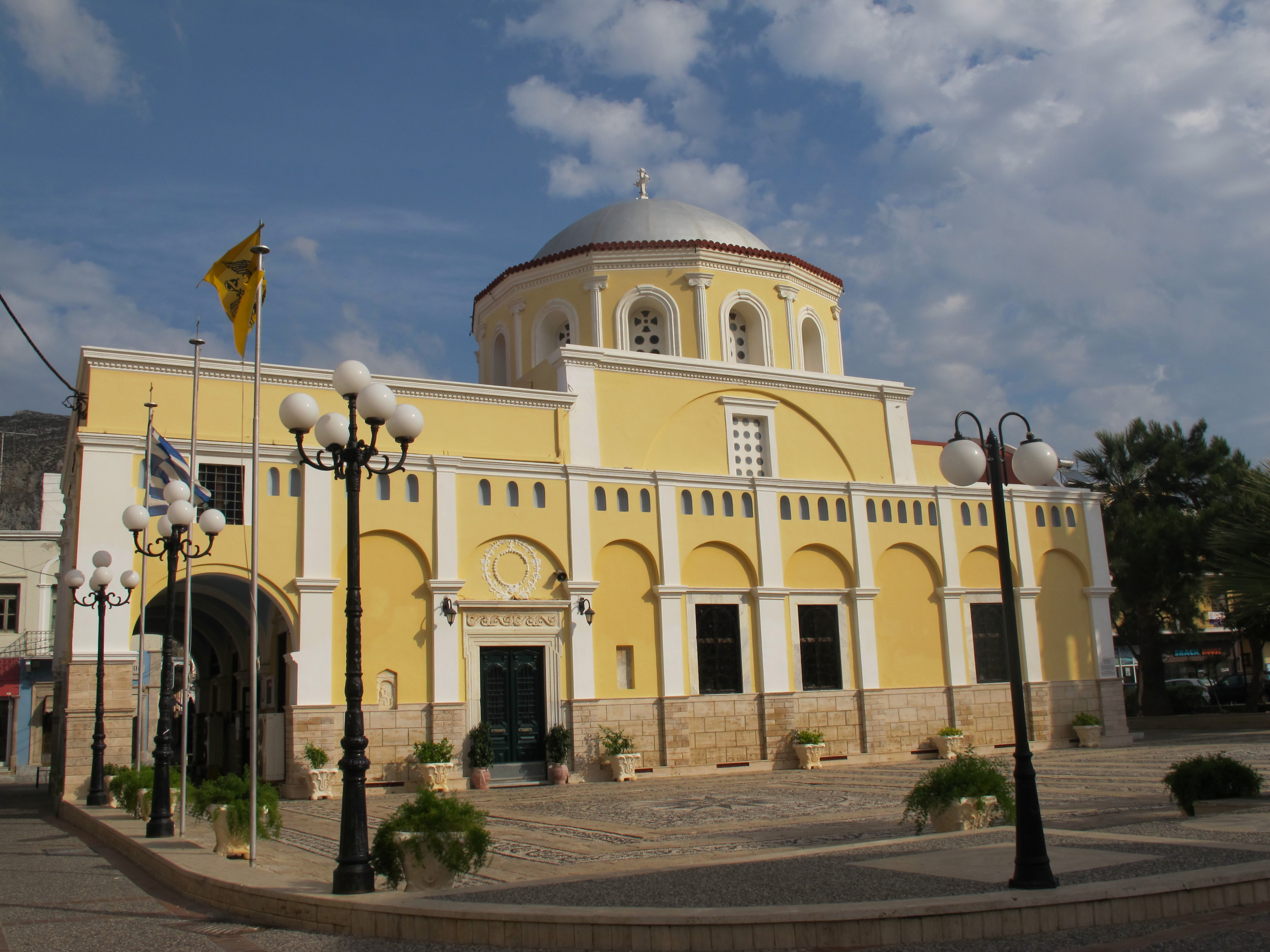
Cathédrale de la Transfiguration du Christ
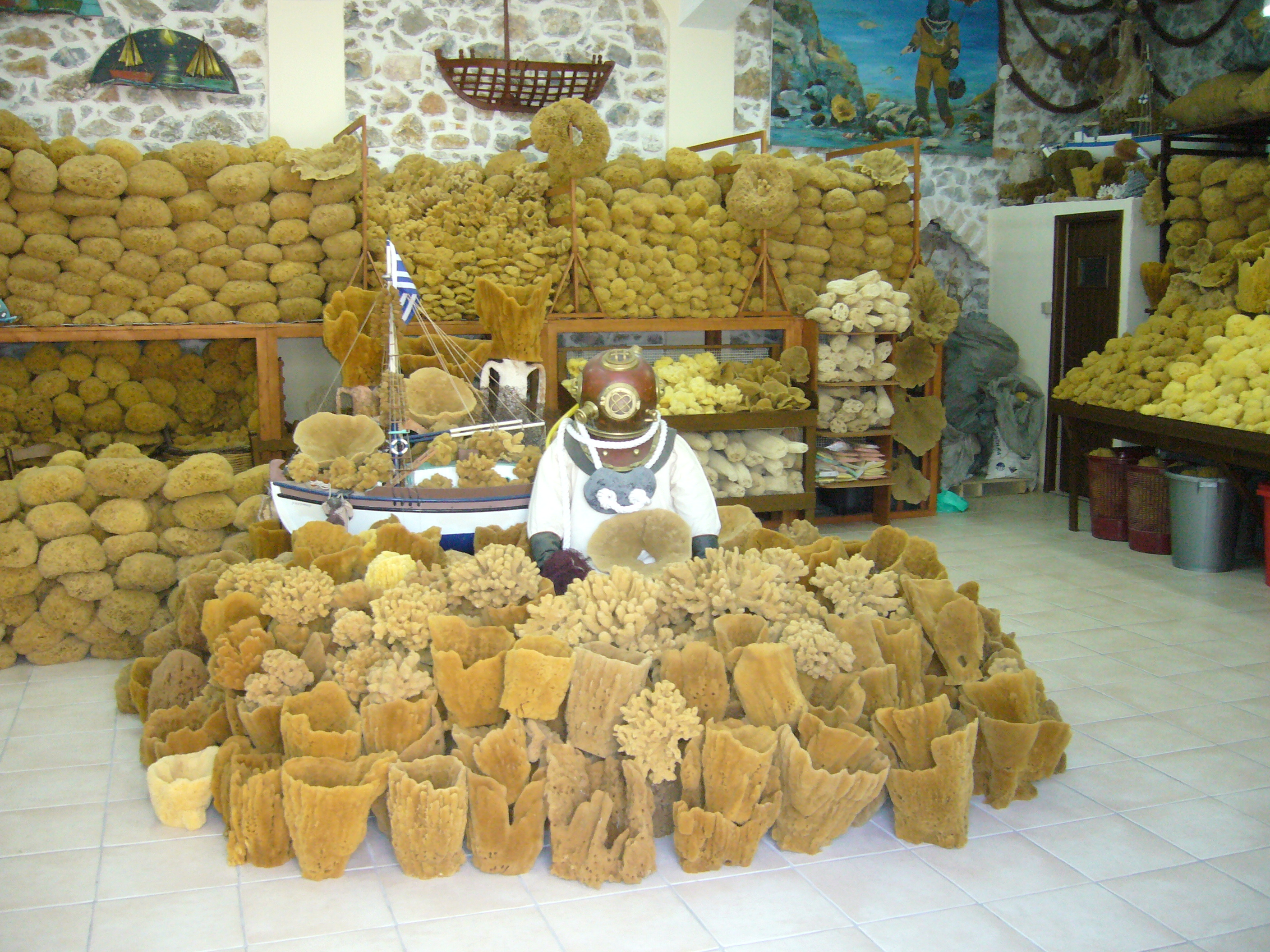
Un magasin d'éponges de la ville
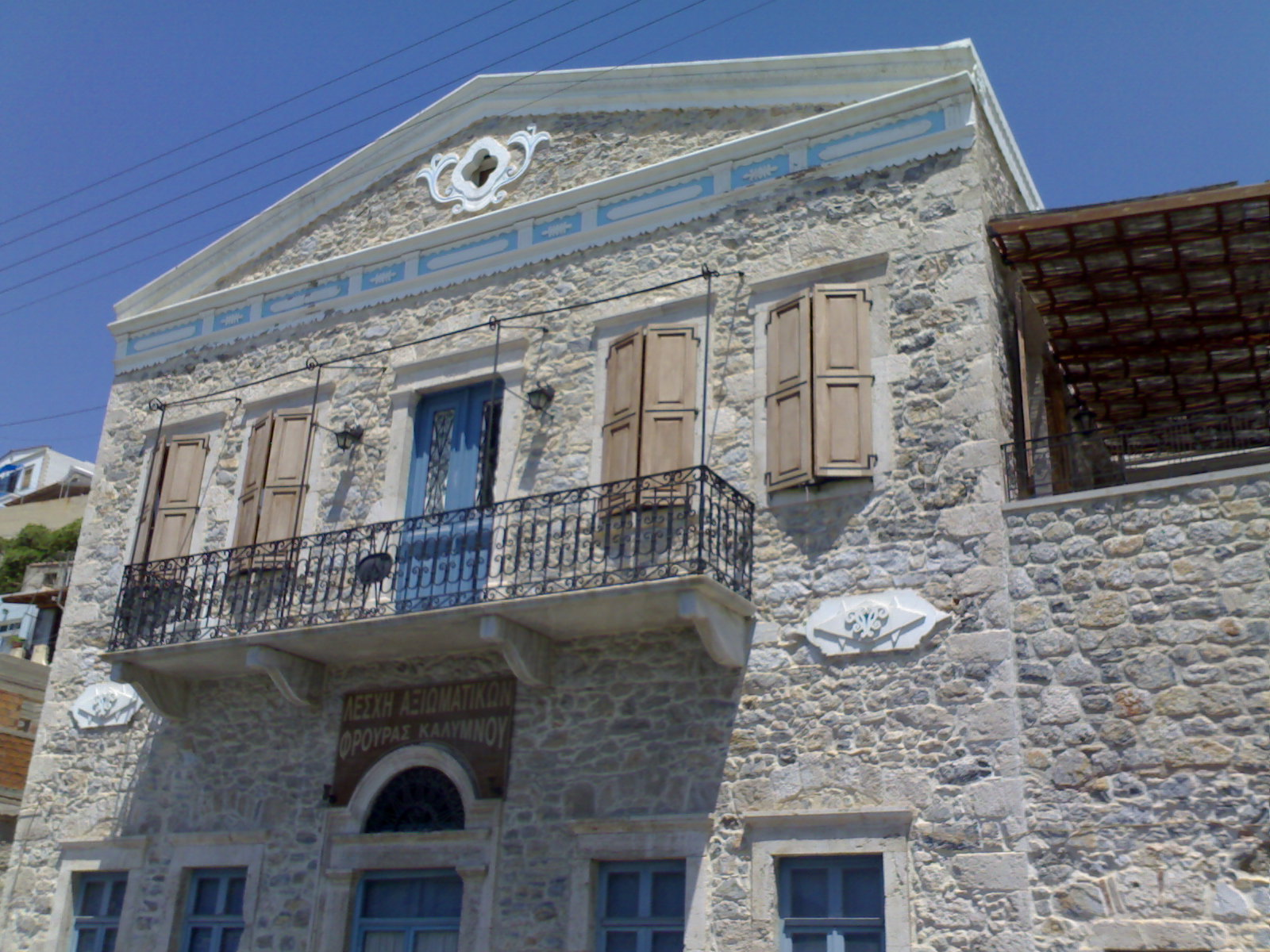
Une vieille maison vénitienne à Pothia